# Testosterone isocaproate
Testosterone isocaproate (BAN) (tên thương hiệu Sustanon 100 (ngưng sử dụng), Sustanon 250, Omnadren 250), hoặc testosterone 4-methylvalates, là một steroid androgen và đồng hóa và estrogen testosterone. Bản mẫu:Parenteral durations of androgens/anabolic steroids